# Мадараш Оксана Степанівна
Окса́на Степа́нівна Ма́дараш (нар. 12 вересня 1969, м. Бучач Тернопільської області, Україна) — українська диригентка вищої категорії, диригентка-постановниця Київського національного академічного театру оперети, хормейстерка-постановниця, педагогиня. Заслужена артистка України (2008). Народна артистка України (2019).

## Життєпис
Оксана Мадараш народилась 12 вересня 1969 у м. Бучач Тернопільської області (Україна).
Закінчила диригентсько-хоровий відділ Миколаївського державного музичного училища (1989, клас Людмили Лакизи).
Вищу музичну освіту отримала в Національній музичній академії України імені П. І. Чайковського:
- 1989—1994 р. — хорове диригування, клас Народного артиста України, професора В. Петриченка, факультатив на кафедрі оперно-симфонічного диригування (клас професора, народного артиста України та Росії В. Кожухаря),
- 1995—1999 р. — оперно-симфонічне диригування, клас Народного артиста України, професора Є. Дущенка,
- 2002—2005 рр. — асистентура — стажування на кафедрі оперно-симфонічного диригування, клас Народного артиста України, професора Є. Дущенка.

Під час навчання диригувала в Оперній студії Національної музичної академії України ім. П. І. Чайковського («Алеко» С. Рахманінова, «Євгеній Онєгін» П. Чайковського, «Севільський цирульник» Дж. Россіні).
У 1994—2002 рр. працювала в Національній заслуженій академічній капелі «Думка».
З 2002 року — диригентка-постановниця Київського національного академічного театру оперети та художня керівниця та диригентка камерного оркестру юних студентів факультету музичного мистецтва Київської дитячої Академії мистецтв, лауреата І міжнародного конкурсу ім. Станковича.
Брала участь у престижних музичних конкурсах, серед яких: Міжнародний конкурс симфонічних диригентів ім. A. Педротті (м. Тренто, Італія), Міжнародний конкурс симфонічних диригентів ім. В. Джорданія (м. Харків), ІІ Національний конкурс симфонічних диригентів ім. С. Турчака (Спеціальний приз «Троянда надії» за найкраще виконання обов'язкового твору (M. Равель, сюіта № 2 «Daphnis e Chloe»), Всесоюзний конкурс молодих хорових диригентів (ІІ премія, м. Миколаїв).
Участь у міжнародних фестивалях: VII, X, XI, XII, XIII, XIV, XV, XVI, XVII Міжнародний фестиваль «Оперета у Каунаському замку» (Литва) , I—V Міжнародний музичний фестиваль «О — Фест» (м. Київ, Буча), «Французька весна» (м. Київ), «Золоті оплески Буковини» (м. Чернівці), «Мельпомена Таврії» (м. Херсон), «Гоголь-фест» (м. Полтава) та інші.
У березні 2014 року запрошена виступити диригенткою вистави «Севільський цирульник» Дж. Россіні у Каунаському державному музичному театрі.
Гастрольна діяльність: виступи як у містах України, так і за кордоном.

## Роботи
- Оперети: Й. Штраус «Летюча миша» (диригентка-постановниця), Й. Штраус «Циганський барон», I. Кальман «Сільва», І. Кальман «Містер Ікс», I. Кальман «Фіалка Монмартру» (диригент-постановник), Ф. Легар «Граф Люксембург», Ж. Офенбах «Звана вечеря з італійцями», М.Лисенко «Майська ніч»
- Мюзикли: Ф. Лоу «Моя чарівна леді» (диригентка-постановниця), І. Поклад «Таке єврейське щастя», І.Поклад «Різдвяна ніч», М. Самойлов «Американська комедія».
- Кантати: К. Орф «Карміна Бурана», Вечір-вистава «Кавова кантата» Й. С. Бах (диригент-постановник).
- Арії з опер, оперет, мюзиклів: Дж. Россіні, В.Глюка, В.Белліні, А-Понк'єллі, Дж. Пучіні, Дж. Верді, Ж. Бізе, Ж.Оффенбаха, Ф.Легара, Й.Штрауса, Л.Бернстайна, Ф Лоу, І.Кальмана та ін.
- Диригентка-постановниця концертів Київського національного академічного театру оперети, в тому числі з міжнародною участю: щорічний симфонічний концерт «Штраус в опереті», Мистецький вечір «Ференц Легар», Вечір угорської музики «Перлини Дунаю», «Симфонічний коктейль у стилі Блюз», «Віват, Оффенбах!», «Vivat, L'Operette» та інших.

## Нагороди[4]
- 1998 — спеціальний приз «Троянда надії» ІІ Національного конкурсу симфонічних диригентів ім. С. Турчака
- 2003 — як диригентка та хормейстерка-постановниця отримала диплом лауреата театральної премії ім. М. Аркаса (Миколаїв)
- 2005 — нагороджена Почесною грамотою Кабінету Міністрів України
- 2008 — за значний особистий внесок у розвиток театрального та музичного мистецтва була удостоєна почесного звання «Заслужена артистка України».[5]
- 2019 — народна артистка України[6].